# Ostřice zobánkatá
Ostřice zobánkatá (Carex rostrata) je druh jednoděložné rostliny z čeledi šáchorovité (Cyperaceae).

## Popis
Jedná se o rostlinu dosahující výšky nejčastěji 30-100 cm. Je vytrvalá a netrsnatá, s plazivými oddenky a šupinatými výběžky. Listy jsou střídavé, přisedlé, s listovými pochvami. Lodyha je tupě trojhranná až skoro oblá, pod květenstvím jen málo drsná, kratší než listy, celá rostlina je nápadně sivozelená (na rozdíl od podobné ostřice měchýřkaté, která je spíše trávově zelená). Čepele jsou asi 1,5-4,5, vzácněji až 7,5 mm široké, žlábkovité. Bazální pochvy jsou nejčastěji šedavé a tmavočerveně naběhlé, nerozpadavé, bazální jsou bezčepelné. Ostřice zobánkatá patří mezi různoklasé ostřice, nahoře jsou klásky čistě samčí, dole čistě samičí. Samčích klásků bývá nejčastěji 2-4, samičích 2-3, zvláště dolní je dlouze stopkatý a za plodu převislý.. Dolní listen je delší nebo stejně dlouhý jako celé květenství. Okvětí chybí. V samčích květech jsou zpravidla 3 tyčinky. Čnělky jsou většinou 3. Plodem je mošnička, která je 3,6-5,8 mm dlouhá, vejčitá, bledě žlutozelená, kolmo odstálá a nafouklá, na vrcholu náhle zúžená do asi 1-1,5 mm dlouhého dvouzubého zobánku. Podobná ostřice měchýřkatá má mošničky odstálé v ostrém úhlu a na vrcholu pozvolna zúžené v zobánek, nikoliv náhle. Každá mošnička je podepřená plevou, která je za zralosti rezavě hnědá se zeleným kýlem a na okraji s bílým lemem. Kvete nejčastěji v květnu až v červenci. Počet chromozómů: 2n=60 nebo 76.

## Rozšíření
Ostřice zobánkatá roste ve větší části Evropy, chybí nebo je vzácná na jihu. Dále roste na Sibiři a v Severní Americe.

## Rozšíření v Česku
V ČR roste nížin po subalpínský stupeň, častější je však ve vyšších polohách. Je to druh rašelinišť a rašelinných luk, někdy roste i v mokřadních olšinách.